# Sabiha Sumar
Sabiha Sumar (Karachi, 29 settembre 1961) è una regista pakistana.
Dopo aver studiato regia e scienze politiche al Sarah Lawrence College di New York dal 1980 al 1983, ha continuato studiando relazioni internazionali all'Università di Cambridge.
Nel 1992 ha fondato la casa cinematografica Vidhi Films, in collaborazione con la televisione tedesca pubblica ZDF, per la quale ha diretto e realizzato numerosi documentari che trattano della vita e della cultura femminile nella società islamica.
Sempre in questa ottica di critica sociale e femminista ha diretto la prima pellicola nel 1988, il documentario Who Will Cast The First Stone per conto della britannica Channel Four Television ha avuto per argomento il caso di tre donne pakistane imprigionate ha vinto il Premio Golden Gate al Premio internazionale del film di San Francisco del 1998. In seguito ha diretto Where Peacocks Dance nel 1992 e Of Mothers, Mice And Saints nel 1994.
Il suo esordio cinematografico come regista indipendente risale al 2003 con la pellicola Acque silenziose che ha vinto il Pardo d'oro al Festival internazionale del film di Locarno sempre nel 2003 ed ha raccolto numerosi consensi a libello internazionale.
Nel 2008 ha vinto una nomination al Sundance Film Festival per il suo documentario Dinner with the President.

## Filmografia
- Who Will Cast The First Stone 1988
- Where Peacocks Dance 1992
- Of Mothers, Mice And Saints  1994
- Suicide Warriors 1996
- Don't Ask Why 1999
- For A Place Under The Heavens 2003
- Acque silenziose 2003
- On the Roofs of Delhi 2007
- Dinner with the President 2007